# Козбунар
Козбунар (на македонска литературна норма: Козбунар) е село в източната част на Северна Македония, община Радовиш.

## География
Селото се намира в планината Плачковица, северно от общинския център Радовиш.

## История
В XIX век Козбунар е неголямо, изцяло българско село в Радовишка кааза на Османската империя. Според статистиката на Васил Кънчов („Македония. Етнография и статистика“) от 1900 година селото (Козъ Бунаръ) има 190 жители, всички българи християни.
В началото на XX век мнозинството от жителите на селото са под върховенството на Българската екзархия. По данни на секретаря на екзархията Димитър Мишев („La Macédoine et sa Population Chrétienne“) през 1905 година в Козбунар (Kozbounar) има 216 българи екзархисти.
При избухването на Балканската война в 1912 година 2 души от Козбунар са доброволци в Македоно-одринското опълчение.

## Личности
Родени в Козбунар
- Александър Йосифов, български революционер от ВМОРО, четник на Петър Ангелов[4]
- Паско А. Василев (1896 – 1944), югославски партизанин, Струмишки партизански отряд[5]